# Themis
Themis (Tiếng Hy Lạp: Θέμις) là một vị nữ thần Titan của Hy Lạp cổ. Bà được miêu tả như một "luật sư công minh", và là hiện thân cho thứ bậc thần linh, luật lệ, luật tự nhiên và phong tục. Themis có nghĩa là "luật lệ của đấng tối cao" chứ không thiên về những luật lệ của con người. Từ đó có ý nghĩa là "mọi thứ đều có sẵn trật tự của riêng nó" khác với từ títhēmi (τίθημι) nghĩa là "xếp đặt" một cách chủ động.
Đối với những người Hy Lạp cổ đại, bà là vị thần có trách nhiệm dàn xếp "những vấn đề xã hội của con người, đặc biệt là cộng đồng." Moses Finley đã ghi nhận Themis như ý nghĩa của từ ngữ được dùng bởi Homer vào thế kỉ thứ 8 TCN, nhằm khơi gợi lên trật tự xã hội vào kỉ nguyên đen tối của Hy Lạp vào thế kỷ thứ 10 và 9 TCN:
Từ Themis không thể dịch ra được. Như món quà do chúa trời ban tặng và dấu ấn của sự tồn tại một nền văn minh, thỉnh thoảng nó có nghĩa là phong tục đúng đắn, thủ tục hợp lệ, trật tự xã hội, hay đôi khi nó chỉ đơn giản là ý muốn của các bậc thần thánh (được tiết lộ trong một điềm báo) với ít lý tưởng đúng đắn.
Finley nói thêm, "Themis - phong tục tập quán, hay bất kì điều gì chúng ta muốn gán nghĩa thì sức mạnh to lớn của nó chưa bao giờ rõ ràng cả." Thế giới của Odysseus tồn tại một nhận thức tân tiến về sự phù hợp và đúng đắn."

## Thần thoại
Hiện thân của khái niệm trừu tượng này là Hellenes. Khả năng tiên đoán tương lai của nữ thần Themis giúp bà trở thành một trong số những nhà tiên tri ở Delphi, và sau này là nữ thần của sự công bằng tuyệt đối.
Một số hình họa cổ về Themis không hề cho thấy đôi mắt bị che của bà (tài năng tiên tri khiến việc này vốn không hợp lí) hay việc bà mang trên tay một thanh kiếm (bà là đại diện của sự thuận hòa chứ không phải vũ lực). Thanh kiếm cũng được cho là tượng trưng cho khả năng tìm ra sự thật giữa những điều dối trá, và rằng đối với bà, không có cái gọi là thỏa hiệp. Themis là người tập hợp những nữ tế ở Delphi và bà cũng là một trong số đó. Theo một truyền thuyết khác, Themis tiếp nhận những nữ tế đó từ tay Gaia và sau đó trao cho Phoebe.
Khi Themis bị coi thường, Nemesis mang đến lẽ phải và sự báo thù đầy phẫn nộ. Themis không hề hiếu chiến, bà là người đầu tiên mời Hera khi bà trở về đỉnh Polympus sau lời đe dọa từ Zeus (Iliad xv. 88)
Themis là người chủ trì cho các mối quan hệ giữa nam và nữ, cũng chính là trật tự trong gia đình (thứ được xem như là trụ cột), và thẩm phán là những bầy tôi của Themis (còn được gọi là "themistopóloi"). Trật tự trên đỉnh Olympus cũng giống như thế. Thậm chí nữ thần Hera xưng bà là "Lady Themis." Tên của Themis có thể dùng để thay thế cho Adrasteia là người đã nuôi nấng Zeus ở đảo Crete.
Themis đã xuất hiện tại Delos để cầu chúc Apollo chào đời. Theo Ovid, người đã bảo Deucalion ném những mảnh xương của "mẹ anh ta" qua vai của anh ta để lập nên giống nòi người mới sau trận đại hồng thủy chính là Themis chứ không phải Zeus.
Miêu tả của Hesiod và sự tương phản với Dike
Trong thần thoại Hy Lạp, Hesiod nhắc đến Themis là một trong sáu đứa con trai và sáu đứa con gái của Gaia và Uranus (Đất và Trời). Trong số các Titan của huyền thoại nguyên thủy, chỉ một vài được tôn sùng tại nơi tôn nghiêm. Themis trong thần hệ của Hesiod là hiện thân đầu tiên cho Justice. Được khắc họa không chỉ trong tôn giáo xã hội mà còn trong các nền tôn giáo văn hóa, Hesiod đã miêu tả động lực của vũ trụ chính là các vị thần linh trong vũ trụ. Hesiod đã khắc họa Dike, nữ thần công lý, là con gái của Zeus và Themis.
Dike đã thực thi luật pháp xét xử, cùng với mẹ mình là Themis, hoàn thành quyết định cuối cùng của Moirai. Đối với Hesiod, Justice chính là trọng tâm của tôn giáo và đời sống đạo lý, độc lập với Zeus, chính là hiện thân cho mong muốn của thánh thần. Dike hiện thân cho quả báo và sự trừng phạt, khác với công lý trong khía cạnh phong tục hay luật lệ.

## Con cái
Người chồng duy nhất của Themis được đề cập đến tài liệu bên dưới là Zeus. Một trong vài đứa con của bà tên là Natura, một vị thần rừng của Hy Lạp.

### Horae - Những nữ thần thời khắc
Themis có với Zeus các người con là những nữ thần Horae - hiện thân của trật tự tự nhiên, xã hội và thời khắc.

#### Thế hệ đầu tiên
- Thallo - Nữ thần mùa xuân
- Auxo - Nữ thần mùa hè
- Carpo - Nữ thần mùa thu

#### Thế hệ thứ hai
- Dike - Nữ thần công lý
- Eunomia - Nữ thần pháp luật
- Eirene - Nữ thần hòa bình

### Moirai - Những nữ thần vận mệnh
Những tín đồ của thần Zeus cho rằng con của Zeus và Themis là Moirai, Three Fates. Tuy vậy, trong một đoạn ghi chép của Pindar nói rằng Moirai thực ra đã có mặt trong lễ thành hôn của Zeus và Themis, rằng Moirai và Themis lớn lên cùng nhau ở suối nước của Okeanos, sau đó Moirai đã hộ tống Themis lên cổng trời để gặp Zeus tại đỉnh Olympus.Moirai, Three Fates
- Clotho (người dệt)
- Lachesis (người chủ động)
- Atropos (điều không tránh khỏi)